# Sylvain Hoyer
Sylvain Hoyer är en fransk kanotist.
Han tog bland annat VM-brons i C-4 500 meter i samband med sprintvärldsmästerskapen i kanotsport 1999 i Milano.